# Svämskapania
Svämskapania (Scapania glaucocephala) är en levermossart som först beskrevs av Tayl., och fick sitt nu gällande namn av Aust.. Svämskapania ingår i släktet skapanior, och familjen Scapaniaceae. Enligt den svenska rödlistan är arten otillräckligt studerad i Sverige. Arten förekommer i Svealand och Nedre Norrland. Artens livsmiljö är våtmarker, skogslandskap.